# Adil Titi
Adil Titi (Göteborg, 20 agosto 1999) è un calciatore togolese con cittadinanza svedese, centrocampista dell'Utsiktens BK e della nazionale togolese.

## Caratteristiche tecniche
Mediano veloce e abile tecnicamente, può essere impiegato anche come esterno sinistro di centrocampo.

## Carriera

### Club
Cresciuto nel settore giovanile dell'IFK Göteborg, ha esordito in prima squadra il 23 agosto 2017, nella partita di Coppa di Svezia vinta per 0-5 contro il Landvetter IS. Il 10 gennaio 2018 firma il primo contratto professionistico con i biancoblù; l'8 maggio 2019 rinnova fino al 2020. Il 21 gennaio 2020 prolunga fino al 2022, venendo poi ceduto in prestito al Norrby nel successivo mese di agosto.
Il 15 gennaio 2021 passa, sempre a titolo temporaneo, al Brage, che lo acquista a titolo definitivo nel gennaio del 2022, facendogli firmare un triennale. Subito impostosi come titolare nel ruolo, nel 2022 subisce prima la frattura della gamba e poi del legamento crociato anteriore, che lo costringono a lunghi stop.
Dopo essere rimasto svincolato, il 31 gennaio 2025 viene tesserato dal Trento, con cui si lega fino al 2026.

### Nazionale
Ha debuttato con la nazionale togolese il 9 settembre 2024, nella partita di qualificazione alla Coppa d'Africa 2025 pareggiata per 2-2 contro la Guinea Equatoriale.

## Statistiche

### Presenze e reti nei club
Statistiche aggiornate al 4 maggio 2025.
| Stagione            | Squadra             | Campionato          | Campionato | Campionato | Coppe nazionali | Coppe nazionali | Coppe nazionali | Coppe continentali | Coppe continentali | Coppe continentali | Altre coppe | Altre coppe | Altre coppe | Totale | Totale |
| Stagione            | Squadra             | Comp                | Pres       | Reti       | Comp            | Pres            | Reti            | Comp               | Pres               | Reti               | Comp        | Pres        | Reti        | Pres   | Reti   |
| ------------------- | ------------------- | ------------------- | ---------- | ---------- | --------------- | --------------- | --------------- | ------------------ | ------------------ | ------------------ | ----------- | ----------- | ----------- | ------ | ------ |
| 2017                | IFK Göteborg        | A                   | 0          | 0          | CS              | 0               | 0               | -                  | -                  | -                  | -           | -           | -           | 0      | 0      |
| 2018                | IFK Göteborg        | A                   | 0          | 0          | CS              | 1               | 0               | -                  | -                  | -                  | -           | -           | -           | 1      | 0      |
| 2019                | IFK Göteborg        | A                   | 8          | 0          | CS              | 0               | 0               | -                  | -                  | -                  | -           | -           | -           | 8      | 0      |
| giu.-ago. 2020      | IFK Göteborg        | A                   | 6          | 0          | CS              | 4               | 0               | -                  | -                  | -                  | -           | -           | -           | 10     | 0      |
| Totale IFK Göteborg | Totale IFK Göteborg | Totale IFK Göteborg | 14         | 0          |                 | 5               | 0               |                    | -                  | -                  |             | -           | -           | 19     | 0      |
| ago.-dic. 2020      | Norrby              | SE                  | 9          | 0          | CS              | 1               | 0               | -                  | -                  | -                  | -           | -           | -           | 10     | 0      |
| 2021                | Brage               | SE                  | 24         | 0          | CS              | 3               | 0               | -                  | -                  | -                  | -           | -           | -           | 27     | 0      |
| 2022                | Brage               | SE                  | 2          | 0          | CS              | 0               | 0               | -                  | -                  | -                  | -           | -           | -           | 2      | 0      |
| 2023                | Brage               | SE                  | 9          | 1          | CS              | 0               | 0               | -                  | -                  | -                  | -           | -           | -           | 9      | 1      |
| 2024                | Brage               | SE                  | 26         | 3          | CS              | 1               | 0               | -                  | -                  | -                  | -           | -           | -           | 27     | 3      |
| Totale Brage        | Totale Brage        | Totale Brage        | 61         | 4          |                 | 4               | 0               |                    | -                  | -                  |             | -           | -           | 65     | 4      |
| gen.-giu. 2025      | Trento              | C                   | 1          | 0          | CI-C            | -               | -               | -                  | -                  | -                  | -           | -           | -           | 1      | 0      |
| Totale carriera     | Totale carriera     | Totale carriera     | 102        | 5          |                 | 4               | 0               |                    | 6                  | 1                  |             | -           | -           | 112    | 6      |

### Cronologia presenze e reti in Nazionale
| Cronologia completa delle presenze e delle reti in nazionale ― Togo | Cronologia completa delle presenze e delle reti in nazionale ― Togo | Cronologia completa delle presenze e delle reti in nazionale ― Togo | Cronologia completa delle presenze e delle reti in nazionale ― Togo | Cronologia completa delle presenze e delle reti in nazionale ― Togo | Cronologia completa delle presenze e delle reti in nazionale ― Togo | Cronologia completa delle presenze e delle reti in nazionale ― Togo | Cronologia completa delle presenze e delle reti in nazionale ― Togo |
| Data                                                                | Città                                                               | In casa                                                             | Risultato                                                           | Ospiti                                                              | Competizione                                                        | Reti                                                                | Note                                                                |
| ------------------------------------------------------------------- | ------------------------------------------------------------------- | ------------------------------------------------------------------- | ------------------------------------------------------------------- | ------------------------------------------------------------------- | ------------------------------------------------------------------- | ------------------------------------------------------------------- | ------------------------------------------------------------------- |
| 9-9-2024                                                            | Malabo                                                              | Guinea Equatoriale                                                  | 2 – 2                                                               | Togo                                                                | Qual. Coppa d'Africa 2025                                           | -                                                                   | 45’                                                                 |
| Totale                                                              |                                                                     | Presenze                                                            | 1                                                                   |                                                                     | Reti                                                                | 0                                                                   |                                                                     |